# Коди шахових дебютів
Коди шахових дебютів — досить поширений вид класифікації дебютів, що ґрунтується на Енциклопедії шахових дебютів  — виданні сербського видавництва «Шаховий інформатор» (Chess Informant). Керівником видання є відомий сербський гросмейстер Олександр Матанович. Енциклопедія складається з п'яти томів  — A,B,C,D,E. Вона існує й в електронному вигляді (CD-ROM). 

## A
- A00 Неправильні дебюти (1. а3, 1. b4, 1. g4 та інші)

- Дебют Андерсена: 1.a3

- Дебют Андерсена, Польський гамбіт (1...a5 2.b4)

- Атака Бугаєва 2...e5

- Дебют Андерсена, Побудова повзуче-крадькома (1... e5 2.h3 d5)
- Дебют Андерсена, Андерсцвях (1...g6 2.g4)

- Дебют Вере: 1.a4

- Дебют Вере, Гамбіт крила (1... b5 2.axb5 Bb7)
- Дебют Вере, Гамбіт Вере  (1... e5 2.a5 d5 3. e3 f5 4.a6)
- Дебют Вере, Варіант краба (1... e5 2.h4)

- Дебют Дуркіна: 1.Na3
- Дебют Сокольського: 1.b4

- Дебют Сокольського, Бірмінгемський Гамбіт (1...c5)
- Дебют Сокольського, Фланговий варіант (1...c6)
- Дебют Сокольського, Гамбіт Шулера (1... c6 2.Bb2 a5 3.b5 cxb5 4.e4)
- Дебют Сокольського, Варіант Маєрса (1... d5 2.Bb2 c6 3.a4)
- Дебют Сокольського, Атака Бугаєва (1... e5 2.а3)
- Дебют Сокольського, Гамбіт Вольфертса (1... e5 2.Bb2 с5)

- Сарагоський початок: 1.c3
- Дебют Данста: 1.Nc3
- Дебют Ван Круйса: 1.e3
- Дебют Мізеса: 1.d3
- Дебют Барнса: 1.f3
- Дебют Бенко (староіндійський початок): 1.g3
- Атака Гроба: 1.g4
- Дебют Клеменца: 1.h3
- Дебют Деспре: 1.h4
- Дебют Амара: 1.Nh3

- A01 1. b3 Дебют Ларсена
- A02-A03 1. f4 Дебют Берда
- A04-A09 1. Kf3 Дебют Реті

- A04 Дебют Реті 1.Nf3 (без: 1...Nf6, 1...d5, 1...c6 2.c4, 1...c6 2.d4, 1...c6 2.e4, 1...c6 2.g3 d5, 1...f5 2.c4, 1...f5 2.d4, 1...f5 2.e4 e5, 1...g6 2.c4, 1...g6 2.d4, 1...c5 2.c4, 1...c5 2.e4, 1...Nc6 2.e4, 1...e6 2.c4, 1...e6 2.d4, 1...e6 2.e4, 1...d6 2.c4, 1...d6 2.d4, 1...e6 2.e4, 1...d6 2.c4, 1...d6 2.d4, 1...d6 2.e4, 1...b6 2.c4, 1...e5 2.e4, 1...a6 2.e4 e5)
- A05 Дебют Реті: 1...Nf6 (без: 2.c4, 2.d4, 2.Nc3, 2.g3 d5 2.d3 d5)

- Santassiere's Folly: 2.b4

- A06 Дебют Реті: 1...d5
- A07 Дебют Реті, Королівсько-індійська атака (Система Барца): 1...d5 2.g3

- Варіант Кереса: 2...Bg4
- Югославський варіант: 2...c6

- A08 Дебют Реті, Королівсько-індійська атака: 1...d5 2.g3 c5 3.Bg2
- A09 Дебют Реті: 1...d5 2.c4 (без: 2...c6, 2...e6)

- Варіант з просуванням: 2...d5 3.d4
- Прийнятий: 2...d5 3.cxd4

- A10-A39 1. c4 Англійський початок

- A10 Англійський початок: 1.c4 (без: 1...e5, 1...c5, 1...e6, 1...c6, 1...Nf6, 1...g6 2.d4, 1...f5 2.d4, 1...b6 2.d4, 1...d6 2.e4, 1...d6 2.d4, 1...Nc6 2.d4)

- Англійський початок, англо-голландський: 1...f5
- Англійський початок Vector: 1...d5

- A11 Англійський початок, захисна система Каро-Канн, 1...c6 (без: 2.e4 , 2.d4)
- A12 Англійський початок, захисна система Каро-Канн, 1...c6 2.Nf3 d5 3.b3

- Англійський початок, варіант Боголюбова: 3...Bg4
- Англійський початок, лондонський захист: 3...Nf6 4.g3 Bf5

- A13 Англійський початок: 1...e6 (без: 2.e4, 2.d4)
- A14 Англійський початок, неокаталонський відхилений: 1...e6 2.Nf3 d5 3.g3 Nf6 4.Bg2 Be7
- A15 Англійський початок, англо-індійський захист: 1...Nf6 (без: 2.Nc3, 2.d4, 2.g3 c6, 2.g3 e5, 2.Nf3 c5, 2.Nf3 e6, 2.Nf3 c6)
- A16 Англійський початок, англо-індійський захист: 1...Nf6 2.Nc3 (без: 2...c5, 2...e5, 2...e6)

- Англо-Грюнфельд: 2...d5

- A17 Англійський початок, їжаковий захист, 1...Nf6 2.Nc3 e6 (without: 3.e4, 3.d4, 3.Nf3 c5, 3...d5 4.d4, 3...b5 4.d4, 3...Bb4 4.d4)
- A18 Англійський початок, варіант Мікенаса-Карлса: 1...Nf6 2.Nc3 e6 3.e4 (without: 3...c5)
- A19 Англійський початок, Мікенаса–Карлса, сицилійський варіант: 1...Nf6 2.Nc3 e6 3.e4 c5
- A20 Англійський початок: 1...e5 (без: 2.e4, 2.Nc3, 2.Nf3 Nc6 3.Nc3, 2.Nf3 Nf6 3.Nc3, 2.Nf3 d6 3.Nc3)
- A21 Англійський початок: 1...e5 2.Nc3 (без: 2...Nf6, 2...Nc6, 2...Bb4 3.g3 Nf6, 2...Bb4 3.Nf3 Nc6 2...Bb4 3.e3 Nf6)
- A22 Англійський початок: 1...e5 2.Nc3 Nf6 (без: 3.Nf3 Nc6, 3.e3 Nc6, 3.g3 Nc6, 3.g3 c6, 3.g3 g6, 3.e4 Nc6 4.Nf3)
- A23 Англійський початок, бременська система, варіант Кереса: 1...e5 2.Nc3 Nf6 3.g3 c6
- A24 Англійський початок, бременська система з 1...e5 2.Nc3 Nf6 3.g3 g6 (без: 4.Bg2 Bg7 5.d3 d6)
- A25 Англійський початок, обернутий сицилійський: 1...e5 2 Nc3 Nc6 (without 3.Nf3, 3.g3 Nf6 4.Nf3, 3.e3 Nf6 4.Nf3)
- A26 Англійський початок, закрита система; 1...e5 2.Nc3 Nc6 3.g3 g6 4.Bg2 Bg7 5.d3 d6

- Botvinnik System: 6.e4

- A27 Англійський початок, система трьох коней: 1...e5 2.Nc3 Nc6 3.Nf3 (без: 3...Nf6)
- A28 Англійський початок, система чотирьох коней: 1...e5 2.Nc3 Nc6 3.Nf3 Nf6 (без 4.g3)
- A29 Англійський початок, чотирьох коней, фіанкетто з боку короля: 1...e5 2.Nc3 Nc6 3.Nf3 Nf6 4.g3
- A30 Англійський початок, симетричний захист: 1.c4 c5 (без: 2.Nc3, 2.e4, 2.g3 g6 3.Nc3, 2.g3 Nc6 3.Nc3, 2.Nf3 Nc6 3.Nc3, 2.e3 Nf6 4.d4)
- A31 Англійський початок, симетричне утворення Беноні: 1...c5 2.Nf3 Nf6 3.d4 (без: 3...cxd4 4.Nxd4 e6, 3...cxd4 4.Nxd4 a6 5.Nc3 e6, 3...cxd4 4.Nxd4 Nc6 5.Nc3 e6)
- A32 Англійський початок, симетричний: 1...c5 2.Nf3 Nf6 3.d4 cxd4 4.Nxd4 e6 (без: 5.Nc3 Nc6)

- A33 Англійський початок, симетричний: 1...c5 2.Nf3 Nf6 3.d4 cxd4 4.Nxd4 e6 5.Nc3 Nc6

- Варіант Геллера: 6.g3 Qb6

- A34 Англійський початок, симетричний: 1...c5 2.Nc3 (без 2...Nc6, 2...Nf6 3.Nf3 Nc6, 2...Nf6 3.e4 e6, 2...e6 3.Nf3 Nf6, 4.g3 Nc6)
- A35 Англійський початок, симетричний: 1...c5 2.Nc3 Nc6 (без 3.g3, 3.e4, 3.Nf3 Nf6, 4.g3 e6, 3.Nf3 Nf6 4.d4 cxd4 5.Nxd4, 3.Nf3 e5 4.g3 g6 5.Bg2 Bg7)

- Чотирьох коней: 3.e3 Nf6 4.Nf3

- A36 Англійський початок, симетричний: 1...c5 2.Nc3 Nc6 3.g3 (без: 3...g6 4.Bg2 Bg7 5.Nf3 (A37-A39), 3...g6 4.Bg2 Bg7 5.Rb1 Nf6 6.d3 0-0 7.Nf3 d6 8.O-O (A38))
- A37 Англійський початок, симетричний: 1...c5 2.Nc3 Nc6 3.g3 g6 4.Bg2 Bg7 5.Nf3 (без: 5...Nf6 (A38-A39))
- A38 Англійський початок, симетричний: 1...c5 2.Nc3 Nc6 3.g3 g6 4.Bg2 Bg7 5.Nf3 Nf6 (без: 6.O-O O-O 7.d4 (A39) і 6.d4 cxd4 7.Nxd4 0-0 (A39))
- A39 Англійський початок, симетричний, головна лінія з 1...c5 2.Nc3 Nc6 3.g3 g6 4.Bg2 Bg7 5.Nf3 Nf6 6.O-O O-O 7.d4 or 1...c5 2.Nc3 Nc6 3.g3 g6 4.Bg2 Bg7 5.Nf3 Nf6 6.d4 cxd4 7.Nd4 0-0 8.0-0

- A40–A44 1. d4 без продовження 1.... d5 або 1...Nf6: Нетипові відповіді на 1.d4

- A40 Дебют ферзевого пішака (зокрема Англійський захист, Гамбіт Енглунда, Захист ферзевого коня, Польський захист і Захист Кереса)
- A41 1. d4 d6 Дебют ферзевого пішака, Захист Вейда
- A42 1. d4 d6 Система Авербаха або захист Вейда
- A43 1. d4 c5 Старий захист Беноні
- A44 1. d4 c5 Старий захист беноні

- A45 1. d4 Kf6, без продовження 2. c4 і 2. Kf3
- A46-A49 1. d4 Kf6 2. Kf3; 2.... b6, 2.... g6 без продовження  3. c4

- A46 Дебют ферзевого пішака, атака Торре
- A47 Новоіндійський захист
- A48 Східноіндійський захист
- A49 Східноіндійський захист, фіанкетто без c4

- A50–A79 1.d4 Nf6 2.c4 без 2...e6 або 2...g6: Нетиповий індійський захист

- A50 1. d4 Kf6 2. c4 без продовження 2.... e6, 2.... g6 Танго чорних коней
- A51 1. d4 Kf6 2. c4 e5 Будапештський гамбіт відхилений
- A52 1. d4 Kf6 2. c4 e5 Будапештський гамбіт
- A53 1. d4 Kf6 2. c4 d6 Староіндійський захист (індійський захист Чигоріна)
- A54 1. d4 Kf6 2. c4 d6 Староіндійський захист, український варіант
- A55 1. d4 Kf6 2. c4 d6 Староіндійський захист, головна лінія
- A56 1. d4 Kf6 2. c4 c5 3. d5, без продовження 3.... e6 (захист Беноні)
- A57 1. d4 Kf6 2. c4 c5 3. d5 b5 Волзький гамбіт
- A57-A59 1. d4 Kf6 2. c4 c5 3. d5 b5 4. cxb5 a6 Волзький гамбіт
- A57-A59 1. d4 Kf6 2. c4 c5 3. d5 b5 4.cxb5 a6 5.bxa6 Bxa6 6.Nc3 d6 7.e4 Волзький гамбіт
- A60-A79 1. d4 Kf6 2. c4 c5 3. d5 e6 захист Беноні

- A60 1.d4 Nf6 2.c4 c5 3.d5 e6
- A61 1.d4 Nf6 2.c4 c5 3.d5 e6 4.Nc3 exd5 5.cxd5 d6 6.Nf3 g6
- A62 1.d4 Nf6 2.c4 c5 3.d5 e6 4.Nc3 exd5 5.cxd5 d6 6.Nf3 g6 7.g3 Bg7 8.Bg2 0-0 Варіант Фіанкетто
- A63 1.d4 Nf6 2.c4 c5 3.d5 e6 4.Nc3 exd5 5.cxd5 d6 6.Nf3 g6 7.g3 Bg7 8.Bg2 0-0 9.0-0 Nbd7
- A64 1.d4 Nf6 2.c4 c5 3.d5 e6 4.Nc3 exd5 5.cxd5 d6 6.Nf3 g6 7.g3 Bg7 8.Bg2 0-0 9.0-0 Nbd7 10.Nd2 a6 11.a4 Re8
- A65 1.d4 Nf6 2.c4 c5 3.d5 e6 4.Nc3 exd5 5.cxd5 d6 6.e4 Сучасний Беноні
- A66 1.d4 Nf6 2.c4 c5 3.d5 e6 4.Nc3 exd5 5.cxd5 d6 6.e4 g6 7.f4
- A67 1.d4 Nf6 2.c4 c5 3.d5 e6 4.Nc3 exd5 5.cxd5 d6 6.e4 g6 7.f4 Bg7 8.Bb5+ Варіант Тайманова
- A68 1.d4 Nf6 2.c4 c5 3.d5 e6 4.Nc3 exd5 5.cxd5 d6 6.e4 g6 7.f4 Bg7 8.Nf3 0-0 Атака чотирьох коней
- A69 1.d4 Nf6 2.c4 c5 3.d5 e6 4.Nc3 exd5 5.cxd5 d6 6.e4 g6 7.f4 Bg7 8.Nf3 0-0 9.Be2 Re8
- A70 1.d4 Nf6 2.c4 c5 3.d5 e6 4.Nc3 exd5 5.cxd5 d6 6.e4 g6 7.Nf3 Класичний Беноні
- A71 1.d4 Nf6 2.c4 c5 3.d5 e6 4.Nc3 exd5 5.cxd5 d6 6.e4 g6 7.Nf3 Bg7 8.Bg5
- A72 1.d4 Nf6 2.c4 c5 3.d5 e6 4.Nc3 exd5 5.cxd5 d6 6.e4 g6 7.Nf3 Bg7 8.Be2 0-0
- A73 1.d4 Nf6 2.c4 c5 3.d5 e6 4.Nc3 exd5 5.cxd5 d6 6.e4 g6 7.Nf3 Bg7 8.Be2 0-0 9.0-0
- A74 1.d4 Nf6 2.c4 c5 3.d5 e6 4.Nc3 exd5 5.cxd5 d6 6.e4 g6 7.Nf3 Bg7 8.Be2 0-0 9.0-0 a6
- A75 1.d4 Nf6 2.c4 c5 3.d5 e6 4.Nc3 exd5 5.cxd5 d6 6.e4 g6 7.Nf3 Bg7 8.Be2 0-0 9.0-0 a6 10.a4 Bg4
- A76 1.d4 Nf6 2.c4 c5 3.d5 e6 4.Nc3 exd5 5.cxd5 d6 6.e4 g6 7.Nf3 Bg7 8.Be2 0-0 9.0-0 Re8
- A77 1.d4 Nf6 2.c4 c5 3.d5 e6 4.Nc3 exd5 5.cxd5 d6 6.e4 g6 7.Nf3 Bg7 8.Be2 0-0 9.0-0 Re8 10.Nd2
- A78 1.d4 Nf6 2.c4 c5 3.d5 e6 4.Nc3 exd5 5.cxd5 d6 6.e4 g6 7.Nf3 Bg7 8.Be2 0-0 9.0-0 Re8 10.Nd2 Na6
- A79 1.d4 Nf6 2.c4 c5 3.d5 e6 4.Nc3 exd5 5.cxd5 d6 6.e4 g6 7.Nf3 Bg7 8.Be2 0-0 9.0-0 Re8 10.Nd2 Na6 11.f3

- A80-A99 1. d4 f5 Голландський захист

- A80: 1.d4 f5 (без 2.c4 (A84-A99), 2.e4 (A82-A83), 2.g3 (A81))

- 1.d4 f5 2.h3 Атака Корчного

- A81: 1.d4 f5 2.g3
- A82: 1.d4 f5 2.e4 (Гамбіт Стаунтона)

- 1.d4 f5 2.e4 d6 Захист Балога
- 1.d4 f5 2.e4 fxe4 (без 3.Nc3 Nf6 4.Bg5 (A83)) Прийнятий гамбіт Стаунтона

- A83: 1.d4 f5 2.e4 fxe4 3.Nc3 Nf6 4.Bg5 Гамбіт Стаунтона, лінія Стаунтона
- A84: 1.d4 f5 2.c4 (без 2...Nf6 3.Nc3 (A85), 2...Nf6 3.g3 (A86-A99))
- A85: 1.d4 f5 2.c4 Nf6 3.Nc3 варіант Рубінштейна
- A86: 1.d4 f5 2.c4 Nf6 3.g3 (без 3...g6 4.Bg2 Bg7 5.Nf3 (A87) і 3...e6 4.Bg2 (A90-A99))
- A87: 1.d4 f5 2.c4 Nf6 3.g3 g6 4.Bg2 Bg7 5.Nf3 Ленінградсько-голландський, головний варіант
- A88: 1.d4 f5 2.c4 Nf6 3.g3 g6 4.Bg2 Bg7 5.Nf3 0-0 6.0-0 d6 7.Nc3 c6 Ленінградсько-голландський, головний варіант
- A89: 1.d4 f5 2.c4 Nf6 3.g3 g6 4.Bg2 Bg7 5.Nf3 0-0 6.0-0 d6 7.Nc3 Nc6 Ленінградсько-голландський, головний варіант
- A90: 1.d4 f5 2.c4 Nf6 3.g3 e6 4.Bg2 Голландський захист (без 4...Be7 (A91-A99))
- A91: 1.d4 f5 2.c4 Nf6 3.g3 e6 4.Bg2 Be7  (без 5.Nf3 (A92-A99))
- A92: 1.d4 f5 2.c4 Nf6 3.g3 e6 4.Bg2 Be7 5.Nf3 0-0 (без 6.O-O (A93-A99))
- A93: 1.d4 f5 2.c4 Nf6 3.g3 e6 4.Bg2 Be7 5.Nf3 0-0 6.0-0 d5 7.b3 Голландський захист, кам'яна стіна, варіант Ботвинника (без 7...c6 8.Ba3 (A94))
- A94: 1.d4 f5 2.c4 Nf6 3.g3 e6 4.Bg2 Be7 5.Nf3 0-0 6.0-0 d5 7.b3 c6 8.Ba3 Кам'яна стіна
- A95: 1.d4 f5 2.c4 Nf6 3.g3 e6 4.Bg2 Be7 5.Nf3 0-0 6.0-0 d5 7.Nc3 c6 Кам'яна стіна
- A96: 1.d4 f5 2.c4 Nf6 3.g3 e6 4.Bg2 Be7 5.Nf3 0-0 6.0-0 d6 Класичний варіант (без 7.Nc3 Qe8 (A97-A99))
- A97: 1.d4 f5 2.c4 Nf6 3.g3 e6 4.Bg2 Be7 5.Nf3 0-0 6.0-0 d6 7.Nc3 Qe8 Варіант Ільіїна-Женевського (без 8.Qc2 (A98) and 8.b3 (A99))
- A98: 1.d4 f5 2.c4 Nf6 3.g3 e6 4.Bg2 Be7 5.Nf3 0-0 6.0-0 d6 7.Nc3 Qe8 8.Qc2 Варіант Ільїна-Женевського
- A99: 1.d4 f5 2.c4 Nf6 3.g3 e6 4.Bg2 Be7 5.Nf3 0-0 6.0-0 d6 7.Nc3 Qe8 8.b3 Варіант Ільїна-Женевського

## B
- B00 1. e4 (Дебют королівського пішака) без продовження 1....e5 /1....c5 /1.... e6/1.... D6/1.... C6/1....Kf6/1.... d5

- Дебют Німцовича 1...Nc6 (без 2.Nf3 e5 (C44, C50, C60))
- Захист Святого Юрія 1...a6 (без 2.d4 e6 (C00))
- Захист Овена (Грецький захист) 1...b6 (без 2.d4 e6 3.c4 (A40))
- Захист гіппопотама

- B01 1. e4 d5 Скандинавський захист
- B02-B05 1. e4 Kf6 Захист Алехіна

- B02: 1.e4 Nf6
- B03: 1.e4 Nf6 2.e5 Nd5 3.d4 (зокрема розмінний варіант і Атака чотирьох коней)
- B04: 1.e4 Nf6 2.e5 Nd5 3.d4 d6 4.Nf3 (сучасний варіант без 4...Bg4)
- B05: 1.e4 Nf6 2.e5 Nd5 3.d4 d6 4.Nf3 Bg4 (сучасний варіант з 4...Bg4)

- B06 1.e4 g6 Сучасний захист[en] (захист Робача) зокрема Мавпяча дупа[en]
- B07-B09 1. e4 d6 Захист Пірца-Уфімцева

- B07 1. e4 d6
- B08 1. e4 d6 Система двох коней (класична)
- B09 1.e4 d6 2.d4 Nf6 3.Nc3 g6 4.f4 Bg7 Австрійська атака

- B10-B19 1. e4 c6 Захист Каро—Канн

- B11 1. e4 c6 2. Kc3 d5 3. Kf3 Захист Каро-Канн, Варіант двох коней
- B12 1. e4 c6 2. d4, без продовження 2.... d5
- B13 1. e4 c6 2. d4 d5 3. exd5 Захист Каро-Канн, Розмінний варіант
- B14 1. e4 c6 2. d4 d5 3. exd5 cxd5 4. c4 Захист Каро-Канн, Атака Панова
- B15 1. e4 c6 2. d4 d5 3. Kc3
- B16 1. e4 c6 2. d4 d5 3. Kc3 dxe4 4. Дохе4 Kf6 5. Доxf6 gxf6 Захист Каро-Канн, Варіант Бронштейна
- B17 1. e4 c6 2. d4 d5 3. Kc3 dxe4 4. Дохе4 Kd7 Захист Каро-Канн, Варіант Стейніца
- B18 1. e4 c6 2. d4 d5 3. Kc3 dxe4 4. Кxe4 Сf5 захист Каро-Канн, Класичний варіант
- B18 1. e4 c6 2. d4 d5 3. Kc3 dxe4 4. Кxe4 Сf5 захист Каро-Канн, Класичний варіант

- B20-B99 1. e4 c5 Сицилійський захист

- B20 Сицилійський захист, (будь-який хід білих, окрім 2.Nc3 (B23-B26), 2.c3 (B22), 2.d4 (B21), 2.f4 (B21) and
- B21 дві лінії: 2.f4, 2.d4

- 1. e4 c5 2. f4 Сицилійський захист, Атака Grand Prix
- Гамбіт Сміта-Морри *1. e4 c5 2. d4 (без 2...e6 (C00) і 2.d4 cxd4 3.c3 g6 (B22)) з Сибірська пастка 2.d4 cxd4 3.c3 dxc3...

- Гамбіт Сміта-Морри, 2.d4 cxd4 3.Nf3 (крім 3...Nc6 (B32), 3...e6 (B40), 3...d6 (B53), 3...a6 4.Nd4 (B28))
- Sicilian Halasz Gambit, 2.d4 cxd4 3.f4

- B22 1. e4 c5 2. c3 Сицилійський захист, Варіант Алапіна
- B23-B26 1. e4 c5 2. Kc3 Сицилійський захист, Закритий варіант

- B23 Сицилійський захист, Закритий варіант, 2.Nc3 (крім 2...a6 3.Nf3 (B28), 2...d6 3.Nf3 (B50), 2...Nc6 3.g3 (B24-B26))
- B24 Сицилійський захист, Закритий варіант, 2.Nc3 Nc6 3.g3 (крім 3...g6 (B25-B26))
- B25 Сицилійський захист, Закритий варіант, 2.Nc3 Nc6 3.g3 g6 4.Bg2 Bg7 5.d3 d6 (крім 6.Be3 (B26))
- B26 Сицилійський захист, Закритий варіант, 6.Be3

- B27-B28 1. e4 c5 2. Kf3, без продовження 2.... d6, 2.... e6, 2.... Kc6, 2.... Kf6

- B27 Сицилійський захист, 2.Nf3 (крім 2...a6 (B28), 2...Nc6 (B30), 2...d6 (B50), 2...e6 (B40), 2...Nf6 (B29))

- Варіант Каталімова, 2...b6
- Угорський варіант, 2...g6
- Варіант Кінтероса, 2...Qc7
- Варіант Мангуста, 2...Qa5

- B28 Сицилійський захист, Варіант О'Келлі, 2.Nf3 a6 (крім 3.d4 cxd4 4.Nxd4 e6 (B41, B43))

- B29 1. e4 c5 2. Kf3 Kf6 Сицилійський захист, Варіант Німцовича
- B30-B39 1. e4 c5 2. Kf3 Kc6

- B30 Сицилійський захист, 2.Nf3 Nc6 (крім 3.Bb5 g6 (B31) 3.Bb5 d6 (B51))

- Сицилійський захист, Варіант Россолімо, 3.Bb5

- B31 Сицилійський захист, Атака Німцовича-Россолімо, 3.Bb5 g6
- B32 Сицилійський захист, 2.Nf3 Nc6 3.d4 (крім 3...cxd4 4.Nxd4 Nf6 (B33), 4...e6 (B44-B47) 4...g6 (B34))
- B33 Сицилійський захист, Варіант Свєшнікова (Ласкера–пелікана), 2.Nf3 Nc6 3.d4 cxd4 4.Nxd4 Nf6 (крім 5.Nc3 e6 (B45) 5...g6 (B34) 5...d6 (B56))
- B34 Сицилійський захист, прискорений дракон, Розмінний варіант, 2.Nf3 Nc6 3 d4.cxd4 4.Nxd4 g6 (крім 5.c4 (B36), 5.Nc3 Bg7 6.Be3 Nf6 7.Bc4 (B35))
- B35 Сицилійський захист, Прискорений дракон, Сучасний варіант з 2.Nf3 Nc6 3.d4 cxd4 4.Nxd4 g6 5.Nc3 Bg7 6.Be3 Nf6 7.Bc4 (крім 7...b6 (B72, B75))
- B36 Сицилійський захист, Прискорений дракон, Затиск Мароці 2.Nf3 Nc6 3.d4 cxd4 4.Nxd4 g6 5.c4 (крім 5...Bg7 (B37-B39))
- B37 Сицилійський захист, Прискорений дракон, Затиск Мароці, 5...Bg7 (крім 6.Be3 (B38))
- B38 Сицилійський захист, Прискорений дракон, Затиск Мароці, 5...Bg7 6.Be3 (крім 6...Nf6 7.Nc3 Ng4 (B39))
- B39 Сицилійський захист, Прискорене фіанкетто, Варіант Бреєра, 5...Bg7 6.Be3 Nf6 7.Nc3 Ng4

- B40-B49 1. e4 c5 2. Kf3 e6

- B40 Сицилійський захист, 2.Nf3 e6
- B41 Сицилійський захист, Варіант Кана, 2.Nf3 e6 3.d4 cxd4 4.Nxd4 a6 (without 5.Bd3 (B42), 5.Nc3 (B43), 5.Be2 Nf6 6.Nc3 Qc7 (B43))
- B42 Сицилійський захист, Варіант Кана, 5.Bd3
- B43 Сицилійський захист, Варіант Кана, 5.Nc3
- B44 Сицилійський захист, 2.Nf3 e6 3.d4 cxd4 4.Nd4 Nc6
- B44 Сицилійський захист, Варіант Шена (5.Nb5)
- B45 Сицилійський захист, Варіант Тайманова, 5.Nc3
- B46 Сицилійський захист, Варіант Тайманова
- B47 Сицилійський захист, Варіант Тайманова (Бастрикова)
- B48 Сицилійський захист, Варіант Тайманова
- B49 Сицилійський захист, Варіант Тайманова

- B50-B99 1. e4 c5 2. Kf3 d6

- B50 Сицилійський захист
- B51 1. e4 c5 2. Kf3 d6 Сиц., Атака Каналя-Сокольського
- B52 1. e4 c5 2. Kf3 d6 3. Сb5 + Сиц., Атака Каналя-Сокольського, 3...Bd7
- B53 1. e4 c5 2. Kf3 d6 3. d4 cxd4 4. Фxd4 Сиц., Варіант Чеховера
- B54 1. e4 c5 2. Kf3 d6 3. d4 cxd4 4. Кxd4 Kf6 5. f3 Сиц.
- B55 1. e4 c5 2. Kf3 d6 3. d4 cxd4 4. Кxd4 Kf6 5. f3 Сиц., Варіант Прінса, Венеціанська атака
- B56 1. e4 c5 2. Kf3 d6 3. d4 cxd4 4. Кxd4 Kf6 5. Kc3 Сиц.
- B57 1. e4 c5 2. Kf3 d6 3. d4 cxd4 4. Кxd4 Kf6 5. Kc3 Сиц., Созін (не Шевенінген) зокрема Пастка Магнуса Сміта
- B58 1. e4 c5 2. Kf3 d6 3. d4 cxd4 4. Кxd4 Kf6 5. Kc3 Сиц., Класичний варіант
- B59 1. e4 c5 2. Kf3 d6 3. d4 cxd4 4. Кxd4 Kf6 5. Kc3 Сиц., Варіант Болеславського, 7.Nb3
- B60-B69 1. e4 c5 2. Kf3 d6 3. d4 cxd4 4. Кxd4 Kf6 5. Kc3 Kc6 Сиц., Класичний варіант

- B60 Сиц., Сицилійський захист, Варіант Ріхтера-Раузера
- B61 Сиц., Ріхтер–Раузер, Варіант Ларсена, 7.Qd2
- B62 Сиц., Ріхтер–Раузер, 6...e6
- B63 Сиц., Ріхтер-Раузер, Атака Раузера
- B64 Сиц., Ріх.-Рау., Ат. рау., 7...Be7 defence, 9.f4
- B65 Сиц., Ріх.-Рау., Ат. рау., 7...Be7 defence, 9...Nxd4
- B66 Сиц., Ріх.-Рау., Ат. рау., 7...a6
- B67 Сиц., Ріх.-Рау., Ат. рау., 7...a6 defence, 8...Bd7
- B68 Сиц., Ріх.-Рау., Ат. рау., 7...a6 захист, 9...Be7
- B69 Сиц., Ріх.-Рау., Ат. рау., 7...a6 захист, 11.Bxf6

- B70-B79 1. e4 c5 2. Kf3 d6 3. d4 cxd4 4. Кxd4 Kf6 5. Kc3 g6 Сицилійський захист, Варіант дракона

- B70 5.Nc3 g6
- B71 5.Nc3 g6 6.f4 Варіант Левенфіша
- B72 5.Nc3 g6 6.Be3
- B73 5.Nc3 g6 6.Be3 Bg7 7.Be2 Nc6 8.0-0 Класичний варіант
- B74 5.Nc3 g6 6.Be3 Bg7 7.Be2 Nc6 8.0-0 0-0 9.Nb3 Класичний варіант
- B75 5.Nc3 g6 6.Be3 Bg7 7.f3 Югославська Атака
- B76 5.Nc3 g6 6.Be3 Bg7 7.f3 0-0
- B77 5.Nc3 g6 6.Be3 Bg7 7.f3 0-0 8.Qd2 Nc6 9.Bc4
- B78 5.Nc3 g6 6.Be3 Bg7 7.f3 0-0 8.Qd2 Nc6 9.Bc4 Bd7 10.0-0-0
- B79 5.Nc3 g6 6.Be3 Bg7 7.f3 0-0 8.Qd2 Nc6 9.Bc4 Bd7 10.0-0-0 Qa5 11.Bb3 Rfc8 12.h4

- B80-B89 1. e4 c5 2. Kf3 d6 3. d4 cxd4 4. Кxd4 Kf6 5. Kc3 e6 Сицилійський захист, Шевенінгенський варіант

- B80 Сицилійський захист, Шевенінгенський варіант, Англійська атака
- B81 Сицилійський захист, Шевенінгенський варіант, Атака Кереса
- B82 Сицилійський захист, Шевенінгенський варіант, 6.f4
- B83 Сицилійський захист, Шевенінгенський варіант, 6.Be2
- B84 Сицилійський захист, Шевенінгенський варіант (Паульсена), Класичний варіант
- B85 Сицилійський захист, Шевенінгенський варіант, Класичний варіант з ...Qc7 і ...Nc6
- B86 Сицилійський захист, Атака Созіна
- B87 Сицилійський захист, Атака Созіна з ...a6 і ...b5
- B88 Сицилійський захист, Атака Созіна, Варіант Леонгардта
- B89 Сицилійський захист, Атака Созіна, 7.Be3

- B90-B99 1. e4 c5 2. Kf3 d6 3. d4 cxd4 4. Доxd4 Kf6 5. Kc3 a6 Сицилійський захист, Варіант Найдорфа

- B90 Сицилійський захист, Варіант Найдорфа
- B91 Сицилійський захист, Варіант Найдорфа, Загребський (Фіанкетт) варіант (6.g3)
- B92 Сицилійський захист, Варіант Найдорфа, Варіант Опоценського (6.Be2)
- B93 Сицилійський захист, Варіант Найдорфа, 6.f4
- B94 Сицилійський захист, Варіант Найдорфа, 6.Bg5
- B95 Сицилійський захист, Варіант Найдорфа, 6...e6
- B96 Сицилійський захист, Варіант Найдорфа, 7.f4
- B97 Сицилійський захист, Варіант Найдорфа, 7...Qb6 зокрема Варіант отруєного пішака
- B98 Сицилійський захист, Варіант Найдорфа, 7...Be7
- B99 Сицилійський захист, Варіант Найдорфа, 7...Be7 Головна лінія

## C
- C00-C19 1. e4 e6 Французький захист

- C00 1. e4 e6
- C01 1. e4 e6 2. d4 d5 3. exd5 Французький захист, Розмінний варіант
- C02 1. e4 e6 2. d4 d5 3. e5 Французький захист, закритий варіант
- C03-C09 1. e4 e6 2. d4 d5 3. Kd2 Французький захист, Варіант Тарраша

C03 Фр., Тар.
C04 3.Nd2 Nc6 Фр., Тар., Варіант Гімара (головна лінія)
C05 3.Nd2 Nf6 Фр., Тар., Закритий варіант
C06 3.Nd2 Nf6 4.e5 Nfd7 5.Bd3 Фр., Тар., Закритий варіант, Головна лінія
C07 3.Nd2 c5 (includes 4.exd5 Qxd5) Фр., Тар., Відкритий варіант
- C08 3.Nd2 c5 4.exd5 exd5 Фр., Тар., Відкритий варіант, 4.exd5 exd5
- C09 3.Nd2 c5 4.exd5 exd5 5.Ngf3 Nc6 Фр., Тар., Відкритий варіант, Головна лінія

- C10-C19 1. e4 e6 2. d4 d5 3. Kc3 Французький захист, Варіант Німцовича

- C10 – 3.Nc3 (зокрема варіант Рубінштейна, 3...dxe4) Фр., Варіант Паульсена
- C11 – 3.Nc3 Nf6 (зокрема Варіант Стейніца, 4.e5; C11–C14 охоплюють Класичний варіант)
- C12 – 3.Nc3 Nf6 4.Bg5 (зокрема варіант Мак-Качена, 4...Bb4)
- C13 – 3.Nc3 Nf6 4.Bg5 dxe4 Фр., Клас, Варіант Берна
- C14 – 3.Nc3 Nf6 4.Bg5 Be7 Фр., Клас
- C15 – 3.Nc3 Bb4 (C15–C19 охоплює варіант Вінавера) Фр., Варіант Вінавера (Німцовича)
- C16 – 3.Nc3 Bb4 4.e5 Фр,. Він., Продвинутий варіант
- C17 – 3.Nc3 Bb4 4.e5 c5 Фр,. Він., Продвинутий варіант
- C18 – 3.Nc3 Bb4 4.e5 c5 5.a3 (зокрема Вірменський варіант, 5...Ba5) Фр,. Він., Продвинутий варіант
- C19 – 3.Nc3 Bb4 4 e5 c5 5.a3 Bxc3+ 6.bxc3 Ne7 7.Nf3 і 7.a4 Фр,. Він., Продвинутий варіант

- C20-C99 Відкриті дебюти 1. e4 e5

- C20 1. e4 e5  — рідкісні варіанти (зокрема Дебют Алапіна, Дебют Лопеза, Дебют Наполеона, Португальський дебют, Атака Парема, Атака Бонгклауд)
- C21 1. e4 e5 2. d4 Центральний дебют (включно з Північним гамбітом)
- C22 1. e4 e5 2. d4 Центральний дебют
- C23 1. e4 e5 2. Сc4 Дебют слона
- C24 1. e4 e5 2. Сc4 Дебют слона, Берлінський захист
- C25-C29 1. e4 e5 2. Kc3 Віденська партія

- C25 Віденська партія
- C26 Віденська партія, Варіант Фалькбеєра
- C27 Віденська партія, Варіант Франкенштейна-Дракули
- C28 Віденська партія
- C29 Віденський гамбіт, Варіант Кауфмана включно з Пасткою Вюрцбургера

- C30-C39 1. e4 e5 2. f4 Королівський гамбіт

- C30: 1.e4 e5 2.f4 Королівський гамбіт
- C31: 1.e4 e5 2.f4 d5 Контргамбіт Фалькбеєра
- C32: 1.e4 e5 2.f4 d5 3.exd5 e4 4.d3 Nf6 (Морфі, Харузек тощо)
- C33: 1.e4 e5 2.f4 exf4 Прийнятий королівський гамбіт
- C34: 1.e4 e5 2.f4 exf4 3.Nf3 Королівський гамбіт коня зокрема Захист Фішера
- C35: 1.e4 e5 2.f4 exf4 3.Nf3 Be7 Захист Каннінгема
- C36: 1.e4 e5 2.f4 exf4 3.Nf3 d5 Захист Аббазія (Класичний захист, Сучасний захист)
- C37: 1.e4 e5 2.f4 exf4 3.Nf3 g5 4.Nc3 /4.Bc4 g4 5.0-0 Гамбіт Муціо
- C38: 1.e4 e5 2.f4 exf4 3.Nf3 g5 4.Bc4 Bg7 (Філідор, Ханштейн тощо)
- C39: 1.e4 e5 2.f4 exf4 3.Nf3 g5 4.h4 Гамбіти Альгаєра і Кізерицького включно з Гамбітом Райса

- C40 1. e4 e5 2. Kf3 Дебют королівського коня — рідкісні варіанти включно з захистом Гундерама, захистом Греко, захистом Даміано, центральним контргамбітом і Латиським гамбітом.
- C41 1. e4 e5 2. Kf3 d6 Захист Філідора
- C42 1. e4 e5 2. Kf3 Kf6 Російська партія зокрема Пастка Маршалла
- C43 1. e4 e5 2. Kf3 Kf6 Російська партія, Сучасна (Стейніца) атака
- C44 1. e4 e5 2. Kf3 Kc6 Рідкісні варіанти включно з Дебютом Понціані, Оберненим угорським дебютом, Ірландським гамбітом, Дебютом Константинопольського і деякими варіантами Шотландської партії
- C45 1. e4 e5 2. Kf3 Kc6 3. d4 Шотландська партія
- C46 1. e4 e5 2. Kf3 Kc6 3. Kc3 Дебют трьох коней, включно з Гамбітом Гелловіна
- C47 1. e4 e5 2. Kf3 Kc6 3. Kc3 Kf6 Дебют чотирьох коней
- C48 1. e4 e5 2. Kf3 Kc6 3. Kc3 Kf6 Дебют чотирьох коней, Іспанський варіант
- C49 1. e4 e5 2. Kf3 Kc6 3. Kc3 Kf6 Дебют чотирьох коней, Подвійний Руй-Лопез
- C50 1. e4 e5 2. Kf3 Kc6 3. Сc4 Сc5 4. d3 Італійська партія (Giuoco Pianissimo  — «найтихіша гра»)
- C51 1. e4 e5 2. Kf3 Kc6 3. Сc4 Сc5 4. b4 Гамбіт Еванса
- C52 1. e4 e5 2. Kf3 Kc6 3. Сc4 Сc5 4. b4 Гамбіт Еванса з 4...Bxb4 5.c3 Ba5
- C53 1. e4 e5 2. Kf3 Kc6 3. Сc4 Сc5 4. c3 Італійська партія
- C54 1. e4 e5 2. Kf3 Kc6 3. Сc4 Сc5 4. c3 Італійська партія
- C55 1. e4 e5 2. Kf3 Kc6 3. Сc4 Kf6 Захист двох коней
- C56 1. e4 e5 2. Kf3 Kc6 3. Сc4 Kf6 Захист двох коней
- C57 1.e4 e5 Kf3 Kc6 3. Сc4 Кf6 4.Кg5 Сc5  — Італійська партія, Захист двох коней, варіант Вілкс-Барре (Вілкес-Барре)
- C58 1. e4 e5 2. Kf3 Kc6 3. Сc4 Kf6 Захист двох коней
- C59 1. e4 e5 2. Kf3 Kc6 3. Сc4 Kf6 Захист двох коней
- C60-C99 1. e4 e5 2. Kf3 Kc6 3. Сb5 Іспанська партія

- C60 1. e4 e5 2. Kf3 Kc6 3. Сb5 Іспанська партія, незвичні треті ходи чорних, а також 3...g6
- C61 1. e4 e5 2. Kf3 Kc6 3. Сb5 Kd4 Іспанська партія, Варіант Берда
- C62 1. e4 e5 2. Kf3 Kc6 3. Сb5 d6 Іспанська партія, Захист Стейніца
- C63 1. e4 e5 2. Kf3 Kc6 3. Сb5 f5 Іспанська партія, Гамбіт Яніша
- C64 1. e4 e5 2. Kf3 Kc6 3. Сb5 Сc5 Іспанська партія, Варіант Корделла
- C65 1. e4 e5 2. Kf3 Kc6 3. Сb5 Kf6 4. 0-0 Іспанська партія, Берлінський варіант, включно з Пасткою Мортімера
- C66 1. e4 e5 2. Kf3 Kc6 3. Сb5 Kf6 4.0-0 d6 Іспанська партія, Берлінський варіант
- C67 1. e4 e5 2. Kf3 Kc6 3. Сb5 Kf6 4.0-0 Іспанська партія, Берлінський варіант, Відкритий варіант
- C68 1. e4 e5 2. Kf3 Kc6 3. Сb5 a6 4. Зхс6 dxc6 Іспанська партія, Розмінний варіант
- C69 1. e4 e5 2. Kf3 Kc6 3. Сb5 a6 4. Зхс6 dxc6 5.0-0 Іспанська партія, Розмінний варіант
- C70 1. e4 e5 2. Kf3 Kc6 3. Сb5 a6 4. Сa4 Іспанська партія, рідкісні варіанти
- C71-C76 1. e4 e5 2. Kf3 Kc6 3. Сb5 a6 4. За4 d6 Іспанська партія, поліпшений захист Стейніца

- C71 Іспанська партія, Поліпшений захист Стейніца, включно з Пасткою Ноєвого ковчега
- C72 Іспанська партія, Поліпшений захист Стейніца 5.0-0
- C73 Іспанська партія, Поліпшений захист Стейніца, Варіант Ріхтера
- C74 Іспанська партія, Поліпшений захист Стейніца
- C75 Іспанська партія, Поліпшений захист Стейніца
- C76 Іспанська партія, Поліпшений захист Стейніца, Варіант фіанкетто (Бронштейна)

- C77 1. e4 e5 2. Kf3 Kc6 3. Сb5 a6 4. За4 Kf6 Іспанська партія, рідкісні варіанти
- C78 1. e4 e5 2. Kf3 Kc6 3. Сb5 a6 4. За4 Kf6 5. 0-0 Іспанська партія, рідкісні варіанти
- C79 1. e4 e5 2. Kf3 Kc6 3. Сb5 a6 4. За4 Kf6 5. 0-0 d6 Іспанська партія, Російський варіант
- C80 1. e4 e5 2. Kf3 Kc6 3. Сb5 a6 4. За4 Kf6 5. 0-0 Кxe4 Іспанська партія, Відкритий варіант
- C81 1. e4 e5 2. Kf3 Kc6 3. Сb5 a6 4. За4 Kf6 5. 0-0 Кxe4 Іспанська партія, Відкритий варіант
- C82 1. e4 e5 2. Kf3 Kc6 3. Сb5 a6 4. За4 Kf6 5. 0-0 Кxe4 Іспанська партія, Відкритий варіант 9.c3
- C83 1. e4 e5 2. Kf3 Kc6 3. Сb5 a6 4. За4 Kf6 5. 0-0 Кxe4 Іспанська партія, Відкритий варіант, Класичний захист
- C84 1. e4 e5 2. Kf3 Kc6 3. Сb5 a6 4. За4 Kf6 5. 0-0 Сe7 Іспанська партія, Закритий варіант
- C85 1. e4 e5 2. Kf3 Kc6 3. Сb5 a6 4. За4 Kf6 5. 0-0 Сe7 6. Сxc6 Іспанська партія, Розмінний варіант
- C86 1. e4 e5 2. Kf3 Kc6 3. Сb5 a6 4. За4 Kf6 5. 0-0 Сe7 6. Фе2 Іспанська партія, Атака Воралла
- C87 1. e4 e5 2. Kf3 Kc6 3. Сb5 a6 4. За4 Kf6 5. 0-0 Сe7 6. Лe1 d6 Іспанська партія, Варіант Авербаха
- C88 1. e4 e5 2. Kf3 Kc6 3. Сb5 a6 4. За4 Kf6 5. 0-0 Сe7 6. Лe1 b5 7. Сb3 Іспанська партія, Закритий варіант, рідкісні варіанти
- C89 1. e4 e5 2. Kf3 Kc6 3. Сb5 a6 4. За4 Kf6 5. 0-0 Сe7 6. Лe1 b5 7. Зb3 0-0 8. c3 d5 Іспанська партія, контратака Маршалла
- C90-С99 1. e4 e5 2. Kf3 Kc6 3. Сb5 a6 4. За4 Kf6 5. 0-0 Сe7 6. Лe1 b5 7. Зb3 0-0 8. c3 d6 Іспанська партія, Закритий варіант

## D
- D00-D05 дебют ферзевих пішаків
- D00 1. d4 d5 Дебют ферзевих пішаків (включно з Гамбітом Блекмара-Дімера)
- D01 1. d4 d5 2. Kc3 Kf6 3. Сg5 Дебют ферзевих пішаків, Атака Ріхтера-Вересова[en]
- D02 1. d4 d5 2. Kf3 Дебют ферзевих пішаків
- D03 1. d4 d5 2. Kf3 Kf6 3. Сg5 Дебют ферзевих пішаків, Атака Торре[en]

```
* D04 1. d4 d5 2. Kf3 Kf6 3. e3 Дебют ферзевих пішаків
```

- D05 1. d4 d5 2. Kf3 Kf6 3. e3 e6 Дебют ферзевих пішаків, Варіант Цукерторта, зокрема Система Колле
- D06 1. d4 d5 2. c4 Ферзевий гамбіт
- D07 1. d4 d5 2. c4 Kc6 Захист Чигоріна
- D08 1. d4 d5 2. c4 e5 Контргамбіт Альбіна, зокрема Пастка Ласкера[en]
- D09 1. d4 d5 2. c4 e5 5.g3 Контргамбіт Альбіна
- D10 1. d4 d5 2. c4 c6 Слов'янський захист
- D11 1. d4 d5 2. c4 c6 3. Kf3 Слов'янський захист
- D12 1. d4 d5 2. c4 c6 3. Kf3 Kf6 4. e3 Сf5 Слов'янський захист
- D13 1. d4 d5 2. c4 c6 3. Kf3 Kf6 4. cxd5 cxd5 Слов'янський захист, Розмінний варіант
- D14 1. d4 d5 2. c4 c6 3. Kf3 Kf6 4. cxd5 cxd5 5. Kc3 Kc6 6. Сf4 Сf5 Слов'янський захист, Розмінний варіант
- D15 1. d4 d5 2. c4 c6 3. Kf3 Kf6 4. Kc3 Слов'янський захист
- D16 1. d4 d5 2. c4 c6 3. Kf3 Kf6 4. Kc3 dxc4 5. a4 Слов'янський захист, Варіант Алапіна
- D17 1. d4 d5 2. c4 c6 3. Kf3 Kf6 4. Kc3 dxc4 5. a4 Сf5 Слов'янський захист, Чеський захист
- D18 1. d4 d5 2. c4 c6 3. Kf3 Kf6 4. Kc3 dxc4 5. a4 Сf5 6. e3 Відхилений ферзевий гамбіт, Голландський варіант
- D19 1. d4 d5 2. c4 c6 3. Kf3 Kf6 4. Kc3 dxc4 5. a4 Сf5 6. e3 e6 7. З: c4 Сb4 Відхилений ферзевий гамбіт, Голландський варіант
- D20 1. d4 d5 2. c4 dxc4 Прийнятий ферзевий гамбіт
- D21 1. d4 d5 2. c4 dxc4 3. Kf3 Прийнятий ферзевий гамбіт

```
* D22 1. d4 d5 2. c4 dxc4 3. Kf3 a6 Прийнятий ферзевий гамбіт
```

- D23 1. d4 d5 2. c4 dxc4 3. Kf3 Kf6 Прийнятий ферзевий гамбіт
- D24 1. d4 d5 2. c4 dxc4 3. Kf3 Kf6 4. Kc3 Прийнятий ферзевий гамбіт
- D25 1. d4 d5 2. c4 dxc4 3. Kf3 Kf6 4. e3 Прийнятий ферзевий гамбіт
- D26 1. d4 d5 2. c4 dxc4 3. Kf3 Kf6 4. e3 e6 Прийнятий ферзевий гамбіт, Класичний варіант
- D27 1. d4 d5 2. c4 dxc4 3. Kf3 Kf6 4. e3 e6 5. Зхс4 c5 6. 0-0 a6 Прийнятий ферзевий гамбіт, Класичний варіант
- D28 1. d4 d5 2. c4 dxc4 3. Kf3 Kf6 4. e3 e6 5. Зхс4 c5 6. 0-0 a6 7. Фе2 Прийнятий ферзевий гамбіт, Класичний варіант
- D29 1. d4 d5 2. c4 dxc4 3. Kf3 Kf6 4. e3 e6 5. Зхс4 c5 6. 0-0 a6 7. Фе2 b5 Прийнятий ферзевий гамбіт, Класичний варіант
- D30 1. d4 d5 2. c4 e6 Відхилений ферзевий гамбіт
- D31 1. d4 d5 2. c4 e6 3. Kc3 ВФГ
- D32 1. d4 d5 2. c4 e6 3. Kc3 c5 ВФГ, Захист Тарраша
- D33 1. d4 d5 2. c4 e6 3. Kc3 c5 4. cxd5 exd5 5. Kf3 Kc6 6. g3 ВФГ
- D34 1. d4 d5 2. c4 e6 3. Kc3 c5 4. cxd5 exd5 5. Kf3 Kc6 6. g3 Kf6 7. СG2 Сe7 ВФГ
- D35 1. d4 d5 2. c4 e6 3. Kc3 Kf6 4. cxd5 ВФГ, Розмінний варіант
- D36 1. d4 d5 2. c4 e6 3. Kc3 Kf6 4. cxd5 exd5 5. Зg5 c6 6. ФС2 ВФГ
- D37 1. d4 d5 2. c4 e6 3. Kc3 Kf6 4. Kf3 ВФГ
- D38 1. d4 d5 2. c4 e6 3. Kc3 Kf6 4. Kf3 Сb4 ВФГ, Захист Рагозіна
- D39 1. d4 d5 2. c4 e6 3. Kc3 Kf6 4. Kf3 Сb4 5. Зg5 dxc4 ВФГ
- D40 1. d4 d5 2. c4 e6 3. Kc3 Kf6 4. Kf3 c5 ВФГ, Поліпшений захист Тарраша
- D41 1. d4 d5 2. c4 e6 3. Kc3 Kf6 4. Kf3 c5 5. cxd5 ВФГ, Поліпшений захист Тарраша
- D42 1. d4 d5 2. c4 e6 3. Kc3 Kf6 4. Kf3 c5 5. cxd5 Кxd5 6. e3 Kc6 7. СD3 ВФГ, Поліпшений захист Тарраша
- D43 1. d4 d5 2. c4 e6 3. Kc3 Kf6 4. Kf3 c6 ВФГ, Напівслов'янський захист[en]
- D44 1. d4 d5 2. c4 e6 3. Kc3 Kf6 4. Kf3 c6 5. Зg5 dxc4 ВФГ, напівлов.
- D45 1. d4 d5 2. c4 e6 3. Kc3 Kf6 4. Kf3 c6 5. e3 ВФГ, напівлов.
- D46 1. d4 d5 2. c4 e6 3. Kc3 Kf6 4. Kf3 c6 5. e3 Kbd7 6. СD3 ВФГ, напівлов.
- D47 1. d4 d5 2. c4 e6 3. Kc3 Kf6 4. Kf3 c6 5. e3 Kbd7 6. Зd3 dxc4 ВФГ, напівлов.7. Зхс4 b5 Меранський варіант
- D48 1. d4 d5 2. c4 e6 3. Kc3 Kf6 4. Kf3 c6 5. e3 Kbd7 6. Зd3 dxc4 7. Зхс4 b5 8. Зd3 a6 ВФГ, напівлов., Меранський варінт
- D49 1. d4 d5 2. c4 e6 3. Kc3 Kf6 4. Kf3 c6 5. e3 Kbd7 6. Зd3 dxc4 7. Зхс4 b5 8. Зd3 a6 9. e4 c5 10. e5 cxd4 11. Кxb5 ВФГ, напівлов., Меранський варінт
- D50 1. d4 d5 2. c4 e6 3. Kc3 Kf6 4. Сg5 ВФГ
- D51 1. d4 d5 2. c4 e6 3. Kc3 Kf6 4. Зg5 Kbd7 ВФГ (Захист Кембридж-Спрінгс[en] і Слонова пастка[en]
- D52 1. d4 d5 2. c4 e6 3. Kc3 Kf6 4. Зg5 Kbd7 5. e3 c6 6. Kf3 Фа5 Захист Кембридж Спрінгс
- D53 1. d4 d5 2. c4 e6 3. Kc3 Kf6 4. Сg5 Сe7
- D54 1. d4 d5 2. c4 e6 3. Kc3 Kf6 4. Сg5 Сe7 5. e3 0-0 6. Лc1
- D55 1. d4 d5 2. c4 e6 3. Kc3 Kf6 4. Сg5 Сe7 5. e3 0-0 6. Kf3
- D56 1. d4 d5 2. c4 e6 3. Kc3 Kf6 4. Сg5 Сe7 5. e3 0-0 6. Kf3 h6 7. СH4 Кe4 Захист Ласкера
- D57 1. d4 d5 2. c4 e6 3. Kc3 Kf6 4. Сg5 Сe7 5. e3 0-0 6. Kf3 h6 7. СH4 Кe4 8. Сxe7 Фxe7 9. cxd5 Кxc3 10. bxc3 Захист Ласкера, Головна лінія
- D58 1. d4 d5 2. c4 e6 3. Kc3 Kf6 4. Сg5 Сe7 5. e3 0-0 6. Kf3 h6 7. Зh4 b6 Захист Тартаковера
- D59 1. d4 d5 2. c4 e6 3. Kc3 Kf6 4. Сg5 Сe7 5. e3 0-0 6. Kf3 h6 7. Зh4 b6 8. cxd5 Кxd5
- D60-D69 1. d4 d5 2. c4 e6 3. Kc3 Kf6 4. Сg5 Сe7 5. e3 0-0 6. Kf3 Kbd7 Ортодоксальний захист
- D70-D99 1. d4 Kf6 2. c4 g6 3. g3 d5 Захист Ґрюнфельда

## E
- E00-E09 1. d4 Kf6 2. c4 e6 3. g3 d5 Каталонський початок
- E10 1.d4 Kf6 2.c4 e6 3.Kf3 c5 4.d5 b5 Гамбіт Блюменфельда
- E11 1.d4 Kf6 2.c4 e6 3.Kf3 Сb4+ Захист Боголюбова
- E12-E19 1. d4 Kf6 2. c4 e6 3. Kf3 b6 Новоіндійський захист
- E20-E59 1. d4 Kf6 2. c4 e6 3. Kc3 Сb4 Захист Німцовича
- E60-E99 1. d4 Kf6 2. c4 g6 3. Kc3 Сg7 Староіндійський захист